# Jakob Sigismund Beck
Jakob Sigismund Beck (ur. 1761 w Gdańsku, zm. 1840) – filozof niemiecki. Wykształcony w Königsbergu, został profesorem filozofii najpierw w Halle (1791-99) następnie w Rostocku. Poświęcił się krytyce i wyjaśnianiu filozofii Kanta, wydał Erläuternde Auszüge aus den kritischen Schriften des Herrn Prof Kant, auf Anrathen desselben (Ryga 1793), szeroko rozpowszechnione kompendium filozofii kantowskiej.

## Życiorys
Dążył do wyjaśnienia niektórych spośród sprzeczności występujących w systemie Kanta przez wskazywanie na miejsca, gdzie język jest w nich używany w aspekcie potocznym, dla większej zrozumiałości, tj. tam, gdzie Kant przypisuje rzeczom samym w sobie istnienie w zależności od czasu, przestrzeni i przyczynowości. Beck utrzymuje, że w istocie teoria Kanta jest idealizmem, że nie jest możliwa świadomość przedmiotów poza dziedziną doświadczenia, i że co za tym idzie nie pozostaje nic rzeczywistego, gdy usuniemy czynnik podmiotowy. Materia pochodzi z początkowej syntezy. Podobnie idea Boga jest symboliczną reprezentacją głosu świadomości pochodzącego z wnętrza. Wartość egzegezy Becka została w znacznym zakresie niezauważona, ze względu na znacznie większą popularność fichteańskiej interepretacji dzieła Kanta. Poza trzytomowym Erlauternder Auszüge wydał także Grundriss der krit. Philosophie (1796), interpretację filozofii kantowskiej w duchu Salomona Majmona.